# 이번 생도 잘 부탁해
이번 생도 잘 부탁해는 이혜 작가가 매주 일요일마다 네이버 웹툰에서 연재 중이었던 웹툰이다.

## 줄거리
19회차 인생 로맨스의 최대 라이벌은 18회차 때의 나? 전생을 기억하는 여자의 저돌적 로맨스

## 등장인물
- 반지음 (윤주원)

전생을 기억하고 있고 19회차 인생을 살고있다. 전생과 이번 생 모두 문서하를 좋아하고 있다.
- 문서하

어렸을 때 교통사고를 당해서 귀가 안 좋다.윤주원을 좋아했으며, 자신이 윤주원을 죽였다는 죄책감에 빠져 있다. 반지음을 좋아하고, 반지음의 비밀을 알게 된다.
- 윤초원

윤주원의 여동생이며 반지음이 자신의 언니라는 것을 알고 있다. 하도윤을 짝사랑하고 있다.
- 하도윤

문서하의 비서이자, 제일 친한 친구이다. 반지음이 전생에 윤주원이었다는 것을 알고 있다. 윤초원을 좋아한다.
- 윤주원

반지음의 전생으로, 문서하의 첫사랑이며, 교통사고로부터 문서하를 지키려다 죽었다.

## 파생 작품
- 2022년에 동명의 웹툰을 원작으로 하는 오디오 드라마인 《이번 생도 잘 부탁해》가 공개되었다.
- 2023년에 동명의 웹툰을 원작으로 한 TvN 토일 드라마인 《이번 생도 잘 부탁해》가 방영될 예정이다.